# Fernand Traen
Fernand ridder Traen (Brugge, 2 november 1930 – 22 juni 2016) was een CVP-politicus en bestuurder van de Haven van Zeebrugge.
Hij was advocaat van opleiding, maar koos onder meer voor een loopbaan in de Brugse politiek, waar hij van 1959 tot 2001 zetelde in de gemeenteraad. Gedurende die periode was hij ook (van 1965 tot 1977) schepen, onder meer van cultuur. Traen was daarnaast ook 26 jaar voorzitter en gedelegeerd bestuurder van de Maatschappij voor Brugse Zeevaartinrichtingen (MBZ) (1975-2001), waar hij bestuurder was sinds 1960. Hij werd er de opvolger van de voormalige burgemeester Pierre Vandamme, zelf werd hij in 2001 opgevolgd door Joachim Coens.
In 2015 verschenen Traen zijn memoires, tijdens een interview toen liet hij zijn ontgoocheling blijken over de manier waarop de Brugse haven vanuit de politiek wordt behandeld.
Sinds 1994 is hij met zijn nageslacht opgenomen in de erfelijke adel en droeg hij de persoonlijke titel van ridder.